# Nowa Osówka
Nowa Osówka – część wsi Osówka w Polsce, położona w województwie mazowieckim powiecie lipskim, gminie Sienno. 
W latach 1975–1998 część wsi należała administracyjnie do województwa radomskiego.
Wierni Kościoła rzymskokatolickiego należą do parafii św. Teresy od Dzieciątka Jezus w Aleksandrowie.